# Hewlett-Packard
Hewlett-Packard (транскр.  Хјулет-Пакард) или само HP, је америчка компанија која се бави рачунарском технологијом са седиштем у Пало Алту, у савезној држави Калифорнији. Компанију су 1939. године основали Бил Хјулет и Дејв Пакард, а данас је Хјулет-Пакард највећа компанија такве врсте у свету, са представништвима у скоро свим државама. Баве се производњом рачунара, сервера, скенера, штампача, фото-апарата, софтвера и других сличних производа.
На листи 500 највећих светских компанија, ХП заузима 9. место закључно са 2009. годином.